# Oscar Heurlin
Oscar Fredrik Heurlin (uttalas [hörlín]), född 30 januari 1889 Stockholm, död 29 februari 1948 på samma ort, var en svensk skådespelare.

## Filmografi
- 1938 – Vi som går scenvägen
- 1938 – Du gamla du fria
- 1939 – Mot nya tider
- 1940 – Hjältar i gult och blått
- 1940 – Alle man på post
- 1941 – Striden går vidare
- 1941 – Göranssons pojke
- 1941 – Uppåt igen
- 1941 – Bara en kvinna
- 1941 – Det sägs på stan
- 1942 – Sexlingar
- 1942 – I gult och blått
- 1942 – Flickan i fönstret mitt emot
- 1942 – Tre glada tokar
- 1943 – Aktören
- 1943 – I brist på bevis
- 1944 – Stopp! Tänk på något annat
- 1944 – Vi behöver varann
- 1944 – Jag är eld och luft
- 1944 – Släkten är bäst
- 1944 – Snöstormen
- 1945 – Resan bort
- 1945 – Vandring med månen
- 1945 – Möte i natten
- 1945 – Galgmannen
- 1945 – Sussie
- 1946 – Johansson och Vestman
- 1946 – Kris
- 1946 – Det är min modell
- 1947 – Tösen från Stormyrtorpet
- 1947 – Krigsmans erinran

## Teater

### Roller
| År   | Roll        | Produktion                                                               | Regi                             | Teater                        |
| ---- | ----------- | ------------------------------------------------------------------------ | -------------------------------- | ----------------------------- |
| 1910 | Medverkande | En sommarnattsdans, eller Balettens triumf på Söder, revy Algot Sandberg | Algot Sandberg Wilhelm Berndtson | Södra Varietén                |
| 1938 | Betjänten   | Värmlänningarna Fredrik August Dahlgren och Andreas Randel               | Ernst Eklund                     | Skansens friluftsteater       |
| 1938 |             | Tolvskillingsoperan (Die Dreigroschenoper) Bertolt Brecht och Kurt Weill | Ernst Eklund                     | Oscarsteatern                 |
| 1941 | Smeden      | Solvallakungen Ernst Berge                                               | Sigge Fürst                      | Vanadislundens friluftsteater |
| 1942 |             | Svart granit Sekel Nordenstrand                                          | Manne Grünberger                 | Folkan                        |
| 1943 | Prefekten   | Kungen Robert de Flers, Emmanuel Arène och Gaston Arman de Caillavet     | Rune Carlsten                    | Dramaten                      |